# Evolución de la moralidad
El concepto de evolución de la moralidad se refiere a la aparición del comportamiento moral humano a lo largo de la evolución humana. La moralidad puede definirse como un sistema de ideas sobre la conducta correcta e incorrecta. En la vida cotidiana, la moralidad suele asociarse al comportamiento humano más que al animal. Los campos emergentes de la biología evolutiva, y en particular la psicología evolutiva, han argumentado que, a pesar de la complejidad de los comportamientos sociales humanos, los precursores de la moralidad humana pueden rastrearse en los comportamientos de muchos otros animales sociales.[cita requerida] Las explicaciones sociobiológicas del comportamiento humano siguen siendo controvertidas.[cita requerida] Los científicos sociales han considerado tradicionalmente que la moralidad es una construcción y, por tanto, culturalmente relativa, aunque otros, como Sam Harris, sostienen que existe una ciencia objetiva de la moralidad.[cita requerida]

## Sociabilidad animal
Aunque otros animales no posean lo que los humanos percibimos como comportamiento moral, todos los animales sociales han tenido que modificar o restringir sus comportamientos para que la vida en grupo merezca la pena. Ejemplos típicos de modificación del comportamiento pueden encontrarse en las sociedades de hormigas, abejas y termitas. Las colonias de hormigas pueden tener millones de individuos. E. O. Wilson sostiene que el factor más importante para el éxito de las colonias de hormigas es la existencia de una casta de obreras estériles. Esta casta de hembras está al servicio de las necesidades de su madre, la reina, y al hacerlo, han renunciado a su propia reproducción para criar a sus hermanos y hermanas. La existencia de castas estériles entre estos insectos sociales restringe significativamente la competencia por el apareamiento y, de paso, fomenta la cooperación dentro de una colonia. La cooperación entre las hormigas es vital, porque una hormiga solitaria tiene pocas posibilidades de sobrevivir y reproducirse a largo plazo. Sin embargo, como parte de un grupo, las colonias pueden prosperar durante décadas. Como consecuencia, las hormigas son una de las familias de especies más prósperas del planeta, con una biomasa que rivaliza con la de la especie humana.
La razón básica por la que los animales sociales viven en grupos es que las oportunidades de supervivencia y reproducción son mucho mejores en grupo que viviendo solos. Los comportamientos sociales de los mamíferos resultan más familiares a los humanos. Se sabe que los mamíferos altamente sociales, como los primates y los elefantes, presentan rasgos que antes se consideraban exclusivamente humanos, como la empatía y el altruismo.

## Sociabilidad de los primates

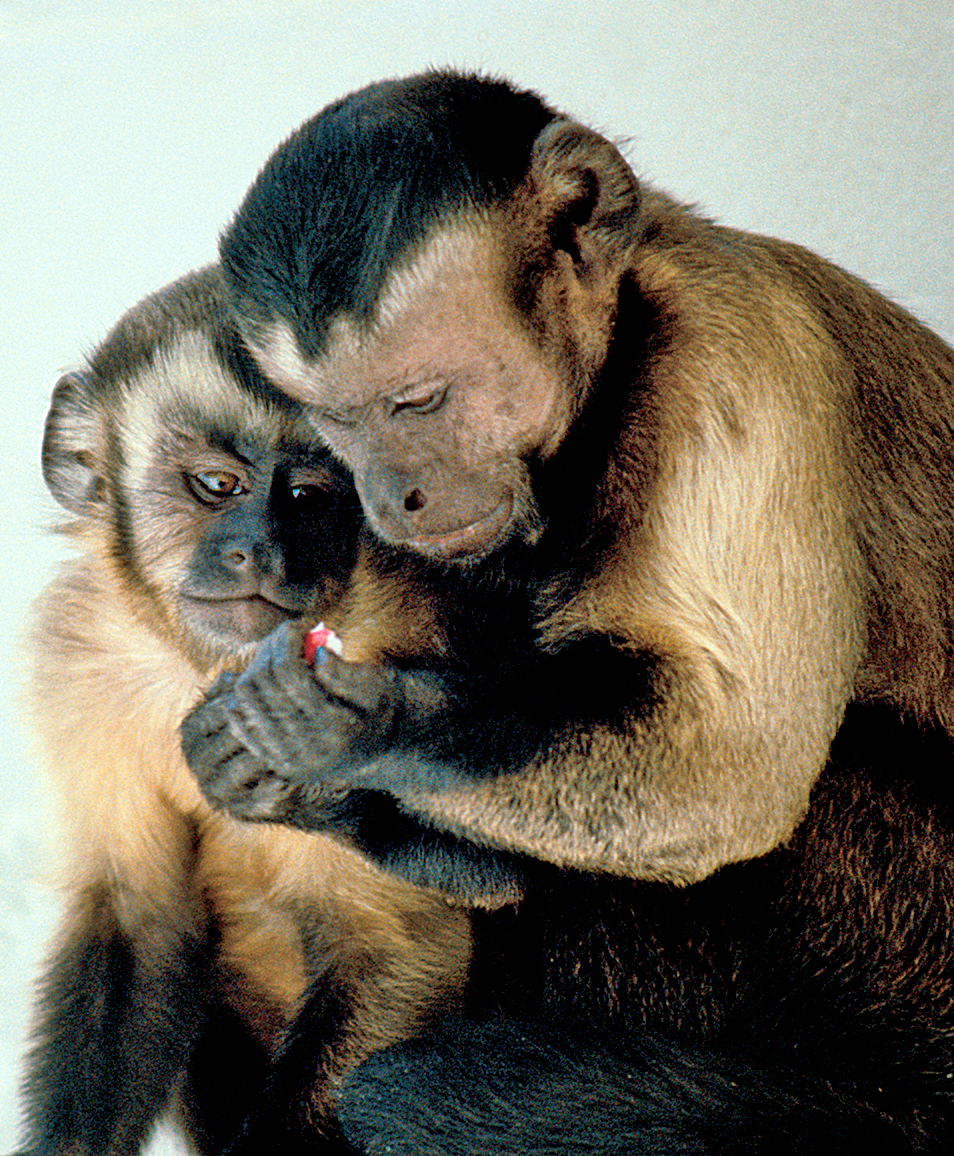
Monos compartiendo.

Los parientes vivos más cercanos de la humanidad son los chimpancés comunes y los bonobos. Estos primates comparten un antepasado común con los humanos que vivió hace entre cuatro y seis millones de años. Por eso se considera que los chimpancés y los bonobos son los mejores sustitutos disponibles de ese antepasado común. Barbara King sostiene que, aunque los primates no posean moralidad en el sentido humano, sí presentan algunos rasgos que habrían sido necesarios para la evolución de la moralidad. Estos rasgos incluyen una elevada inteligencia, capacidad de comunicación simbólica, sentido de las normas sociales, realización del "yo" y concepto de continuidad. Frans de Waal y Barbara King consideran que la moralidad humana surgió de la socialidad de los primates. Muchos animales sociales como los primates, los delfines y las ballenas han demostrado mostrar lo que Michael Shermer denomina sentimientos premorales. Según Shermer, los seres humanos y otros animales sociales, en particular los grandes simios, comparten las siguientes características:
apego y vinculación, cooperación y ayuda mutua, simpatía y empatía, reciprocidad directa e indirecta, altruismo y altruismo recíproco, resolución de conflictos y establecimiento de la paz, engaño y detección del engaño, preocupación por la comunidad y preocupación por lo que los demás piensan de uno, y conocimiento de las reglas sociales del grupo y respuesta a ellas.
Shermer sostiene que estos sentimientos premorales evolucionaron en las sociedades de primates como método para frenar el egoísmo individual y crear grupos más cooperativos. Para cualquier especie social, los beneficios de formar parte de un grupo altruista deberían superar a los del individualismo. Por ejemplo, la falta de cohesión de grupo podría hacer a los individuos más vulnerables a los ataques de extraños. Formar parte de un grupo también puede mejorar las posibilidades de encontrar comida. Esto es evidente entre los animales que cazan en manada para abatir presas grandes o peligrosas.
| Periodo hace años | Tipo de sociedad | Número de personas |
| ----------------- | ---------------- | ------------------ |
| 6,000,000         | Bandas           | 10                 |
| 100,000–10,000    | Bandas           | 10–100             |
| 10,000–5,000      | Tribus           | 100–1,000          |
| 5,000–4,000       | Cacicazgos       | 1,000–10,000       |
| 4,000–3,000       | Estados          | 10,000–100,000     |
| 3,000-actualidad  | Imperios         | 100,000–1,000,000  |

Todos los animales sociales tienen sociedades en las que cada miembro conoce su lugar. El orden social se mantiene mediante ciertas reglas de comportamiento esperado y los miembros dominantes del grupo imponen el orden mediante el castigo. Sin embargo, los primates de orden superior también tienen sentido de la reciprocidad. Los chimpancés recuerdan quién les hizo favores y quién les hizo mal. Por ejemplo, los chimpancés son más propensos a compartir comida con individuos que les han aseado previamente. Los murciélagos vampiro también demuestran un sentido de la reciprocidad y el altruismo. Comparten sangre por regurgitación, pero no al azar. Es más probable que la compartan con otros murciélagos que hayan compartido con ellos en el pasado o que necesiten alimentarse urgentemente.
Animales como los monos capuchinos y los perros también muestran una comprensión de la justicia, negándose a cooperar cuando se les presentan recompensas desiguales por los mismos comportamientos.
Los chimpancés viven en grupos de fisión-fusión con una media de 50 individuos. Es probable que los primeros antepasados de los humanos vivieran en grupos de tamaño similar. Según el tamaño de las sociedades de cazadores-recolectores actuales, los homínidos del paleolítico reciente vivían en grupos de unos cientos de individuos. A medida que el tamaño de la comunidad aumentó a lo largo de la evolución humana, se habría necesitado una mayor coacción para lograr la cohesión del grupo. La moralidad puede haber evolucionado en estas bandas de 100 a 200 personas como medio de control social, resolución de conflictos y solidaridad grupal. Se cree que este límite numérico está codificado en nuestros genes, ya que incluso los humanos modernos tienen dificultades para mantener relaciones sociales estables con más de 100-200 personas. Según el Dr. de Waal, la moralidad humana tiene dos niveles adicionales de sofisticación que no se encuentran en otras sociedades de primates. Los humanos aplican los códigos morales de su sociedad de forma mucho más rigurosa, con recompensas, castigos y creación de reputación. También aplican un grado de juicio y razón que no se ve en el reino animal.

## Valle adaptativo de rechazo ante el  altruismo individual
Algunos biólogos evolutivos y teóricos del juego sostienen que, dado que los modelos evolutivos graduales de la moralidad requieren una evolución incremental del altruismo en poblaciones en las que inicialmente reinaban el egoísmo y la crueldad, cualquier sentimiento de altruismo ocasional de individuos por lo demás egoístas y crueles que fuera peor que la crueldad constante habría hecho imposible la evolución de la moralidad debido a que las primeras etapas de la evolución moral habrían sido seleccionadas en contra por tales sentimientos, causando que los individuos con cierta moralidad fueran tratados peor que aquellos sin moralidad. Esto habría causado que la moralidad de bajo grado se convirtiera en un valle adaptativo que impediría los primeros pasos de la condición de no moralidad, impidiendo una condición necesaria temprana para la evolución posterior de grados más altos de moralidad. Estos científicos argumentan que, aunque esto descarta las explicaciones evolutivas del tipo específico de moralidad que siente repugnancia ante cierta empatía de individuos raramente empáticos, asumiéndolo como maquiavelismo psicopático, no descarta la evolución de otros tipos de moralidad que aceptan un poco de altruismo como mejor que nada de altruismo.

## Los problemas del castigo
Mientras que los grupos pueden beneficiarse de evitar ciertos comportamientos, esos comportamientos dañinos tienen el mismo efecto independientemente de si los individuos infractores son conscientes de ellos o no. Dado que los propios individuos pueden aumentar su éxito reproductivo realizando muchos de ellos, cualquier característica que conlleve impunidad es seleccionada positivamente por la evolución. Castigar específicamente a los individuos conscientes de su incumplimiento de las normas seleccionaría en contra de la capacidad de ser consciente de ello, impidiendo cualquier coevolución tanto de la elección consciente como del sentido de la misma como base de la responsabilidad moral y penal en la misma especie.

## Inteligencia social humana
La hipótesis del cerebro social, detallada por R.I.M Dunbar en el artículo The Social Brain Hypothesis and Its Implications for Social Evolution, apoya el hecho de que el cerebro evolucionó originalmente para procesar información factual. El cerebro permite a un individuo reconocer patrones, percibir el habla, desarrollar estrategias para sortear problemas ecológicos como la búsqueda de alimento, y también permite el fenómeno de la visión cromática. Además, tener un cerebro grande es un reflejo de las grandes exigencias cognitivas de los sistemas sociales complejos. Se dice que en los humanos y los primates el neocórtex es responsable del razonamiento y la conciencia. Por lo tanto, en los animales sociales, el neocórtex fue objeto de una intensa selección para aumentar de tamaño y mejorar las capacidades cognitivas sociales. Los animales sociales, como los humanos, son capaces de dos conceptos importantes, la formación de coaliciones, o vida en grupo, y el engaño táctico, que es una táctica para presentar información falsa a los demás. La importancia fundamental de las habilidades sociales de los animales radica en la capacidad de gestionar las relaciones y, a su vez, en la capacidad no sólo de memorizar información, sino también de manipularla. Una respuesta adaptativa a los retos de la interacción y la vida social es la teoría de la mente. La teoría de la mente, tal y como la define Martin Brüne, es la capacidad de inferir los estados mentales o las emociones de otro individuo. Tener una sólida teoría de la mente está estrechamente relacionado con poseer una inteligencia social avanzada. La vida en grupo requiere cooperación y genera conflictos. La vida social ejerce una fuerte presión de selección evolutiva sobre la adquisición de inteligencia social debido a que vivir en grupo tiene ventajas. Las ventajas de la vida en grupo incluyen la protección frente a los depredadores y el hecho de que los grupos en general superan la suma del rendimiento de un individuo. Pero, desde un punto de vista objetivo, la vida en grupo también tiene desventajas, como la competencia dentro del grupo por los recursos y las parejas. Esto prepara el terreno para una especie de carrera armamentística evolutiva dentro de la especie. 
En las poblaciones de animales sociales ha evolucionado el altruismo, es decir, los actos de comportamiento que perjudican a un individuo y benefician a otros miembros del grupo. Esta noción parece contradecir el pensamiento evolutivo, porque la aptitud y el éxito de un organismo se definen por su capacidad de transmitir genes a la siguiente generación. Según E. Fehr, en el artículo La naturaleza del altruismo humano, la evolución del altruismo puede explicarse cuando se tienen en cuenta la selección de parentesco y la aptitud inclusiva, lo que significa que el éxito reproductivo no depende sólo del número de descendientes que produce un individuo, sino también del número de descendientes que producen los individuos emparentados. Fuera de las relaciones familiares también se observa el altruismo, pero de una manera diferente, típicamente definida por el dilema del prisionero, teorizado por John Nash. El dilema del prisionero sirve para definir la cooperación y la deserción con y contra individuos movidos por incentivos o, en el caso propuesto por Nash, años de cárcel. En términos evolutivos, la mejor estrategia para el dilema del prisionero es el ojo por ojo. En la estrategia del ojo por ojo, un individuo debe cooperar mientras los demás cooperen, y no desertar hasta que otro individuo lo haga contra él. En el fondo, las interacciones sociales complejas se rigen por la necesidad de distinguir entre la cooperación sincera y la deserción. 
Brune detalla que la teoría de la mente se remonta a los primates, pero no se observa en la misma medida que en el humano moderno. La aparición de este rasgo único es quizá donde comienza la divergencia del humano moderno, junto con nuestra adquisición del lenguaje. Los humanos utilizamos metáforas y damos a entender gran parte de lo que decimos. Frases como "¿Sabes lo que quiero decir?" no son infrecuentes y son resultado directo de la sofisticación de la teoría humana de la mente. La incapacidad para comprender las intenciones y emociones de los demás puede dar lugar a respuestas sociales inadecuadas y suele asociarse a trastornos mentales humanos como el autismo, la esquizofrenia, el trastorno bipolar, algunas formas de demencia y la psicopatía. Esto es especialmente cierto en el caso de los trastornos del espectro autista, en los que la desconexión social es evidente, pero la inteligencia no social puede conservarse o incluso en algunos casos aumentar, como en el caso de un savant. La necesidad de inteligencia social en torno a la teoría de la mente es una posible respuesta a la pregunta de por qué la moralidad ha evolucionado como parte del comportamiento humano. 

## Evolución de la religión
El psicólogo Matt J. Rossano opina que la religión surgió después de la moral y se basó en ella al ampliar el escrutinio social del comportamiento individual para incluir a terceros agentes sobrenaturales. Al incluir en el ámbito social a antepasados, espíritus y dioses siempre vigilantes, los humanos descubrieron una estrategia eficaz para frenar el egoísmo y construir grupos más cooperativos. El valor adaptativo de la religión habría mejorado la supervivencia del grupo.

## Tarea de selección de Wason
En un experimento en el que los sujetos deben demostrar un razonamiento abstracto y complejo, los investigadores han descubierto que los humanos (como se ha visto en otros animales) tienen una gran capacidad innata para razonar sobre los intercambios sociales. Se cree que esta capacidad es intuitiva, ya que las reglas lógicas no parecen ser accesibles a los individuos para su uso en situaciones sin connotaciones morales.

## Emoción
El asco, una de las emociones básicas, puede tener un papel importante en ciertas formas de moralidad. Se argumenta que el asco es una respuesta específica a ciertas cosas o comportamientos que son peligrosos o indeseables desde una perspectiva evolutiva. Un ejemplo son las cosas que aumentan el riesgo de una enfermedad infecciosa, como los alimentos en mal estado, los cadáveres, otras formas de descomposición microbiológica, un aspecto físico que sugiera enfermedad o falta de higiene, y diversos fluidos corporales como heces, vómitos, flemas y sangre. Otro ejemplo es el asco al apareamiento desventajoso desde el punto de vista evolutivo, como el incesto (el tabú del incesto) o las insinuaciones sexuales no deseadas. Otro ejemplo son los comportamientos que pueden amenazar la cohesión o la cooperación del grupo, como engañar, mentir y robar. Los estudios de resonancia magnética han descubierto que estas situaciones activan zonas del cerebro asociadas al asco.

## Lectura adicional
- Christopher Boehm (2012). Moral Origins: The Evolution of Virtue, Altruism, and Shame. Basic Books.
- Frans de Waal (2014). The Bonobo and the Atheist: In Search of Humanism Among the Primates. W. W. Norton & Company.
- Virginia Morell (2013). Animal Wise: The Thoughts and Emotions of Our Fellow Creatures. Crown Publishers
- Joyce, Richard (2007). The evolution of morality. MIT press